# Terry Lees
Terence (Terry) Lees (Stoke-on-Trent, 30 juni 1952) was een Engels profvoetballer die in Nederland heeft gespeeld voor Sparta, Roda JC en DS'79.
Lees werd lid van Stoke City FC in 1968 en werd daar professional in juli 1969. Hij werd in augustus 1976 verkocht aan Sparta Rotterdam voor 25.000 pond. Hij speelde daarvoor 30 wedstrijden in de eredivisie en kwam daarna twee seizoenen uit voor Roda JC.
Na een periode terug in Engeland en in Hongkong hervatte hij in oktober 1982 zijn carrière in het Nederlandse voetbal bij DS'79. Na zijn carrière als voetballer vervulde hij functies als manager bij voetbalclubs in de regio Staffordshire.